# Будучност (футбольный клуб, Бановичи)
«Буду́чност» (с босн. — «Будущее») ― футбольный клуб из Боснии и Герцеговины, базируется в городе Бановичи. Клуб был основан в 1947 году. В настоящее время в основном играет в Первой лиге Боснии и Герцеговины, несколько раз выходил в Премьер-лигу и в 2000 году занял в чемпионате второе место.
Клуб принимает гостей на городском стадионе Бановичей, вмещающем 8 500 зрителей.

## Достижения
- Серебряный призер чемпионата Боснии и Герцеговины: 2000
- Первая лига Боснии и Герцеговины (2): 2004, 2010

## Европейские рекорды
| Сезон   | Кубок      | Раунд        |       | Клуб           | Дома | На выезде |
| ------- | ---------- | ------------ | ----- | -------------- | ---- | --------- |
| 2000/01 | Кубок УЕФА | Квалификация | Чехия | Петра Дрновице | 0:1  | 0:3       |